# Maja Georgiewa
Maja Władimirowa Georgiewa,  po mężu Stoewa (bułg. Мая Владимирова Георгиева, po mężu Стоева; ur. 7 maja 1955 w Sofii, zm. 21 września 2023) – bułgarska siatkarka, medalistka olimpijska.
Uczestniczka turnieju siatkarskiego podczas igrzysk olimpijskich w Moskwie. Wraz z drużyną narodową zdobyła brązowy medal olimpijski; Georgiewa zagrała we wszystkich pięciu spotkaniach.
Georgiewa jest również mistrzynią Europy z 1981 roku.